# Movimento de Reforma Prussiana

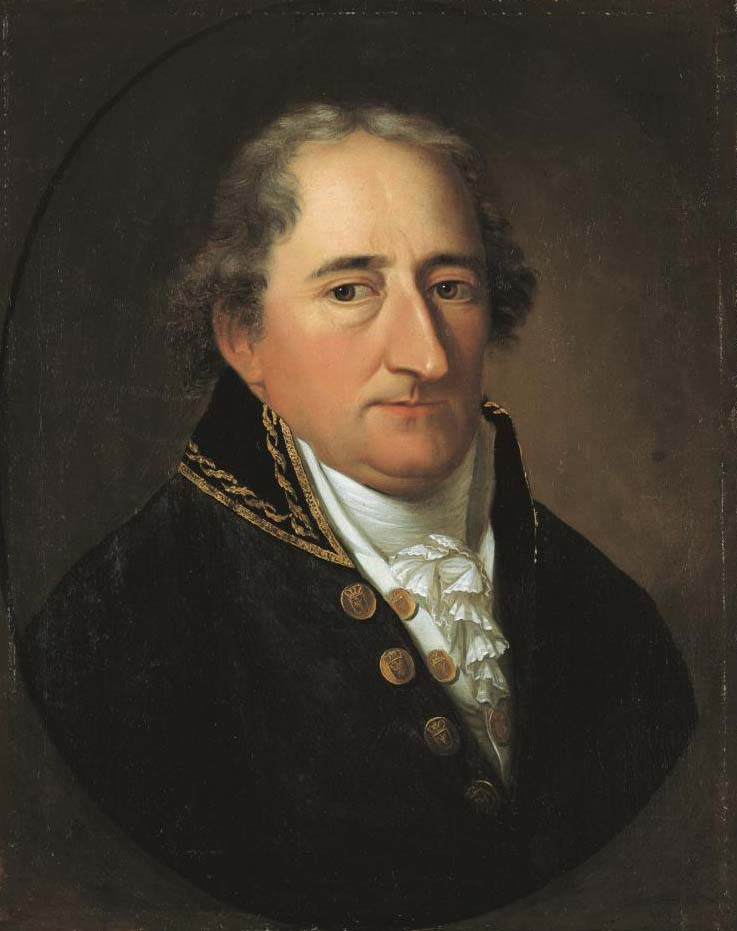
Karl Freiherr vom e zum Stein

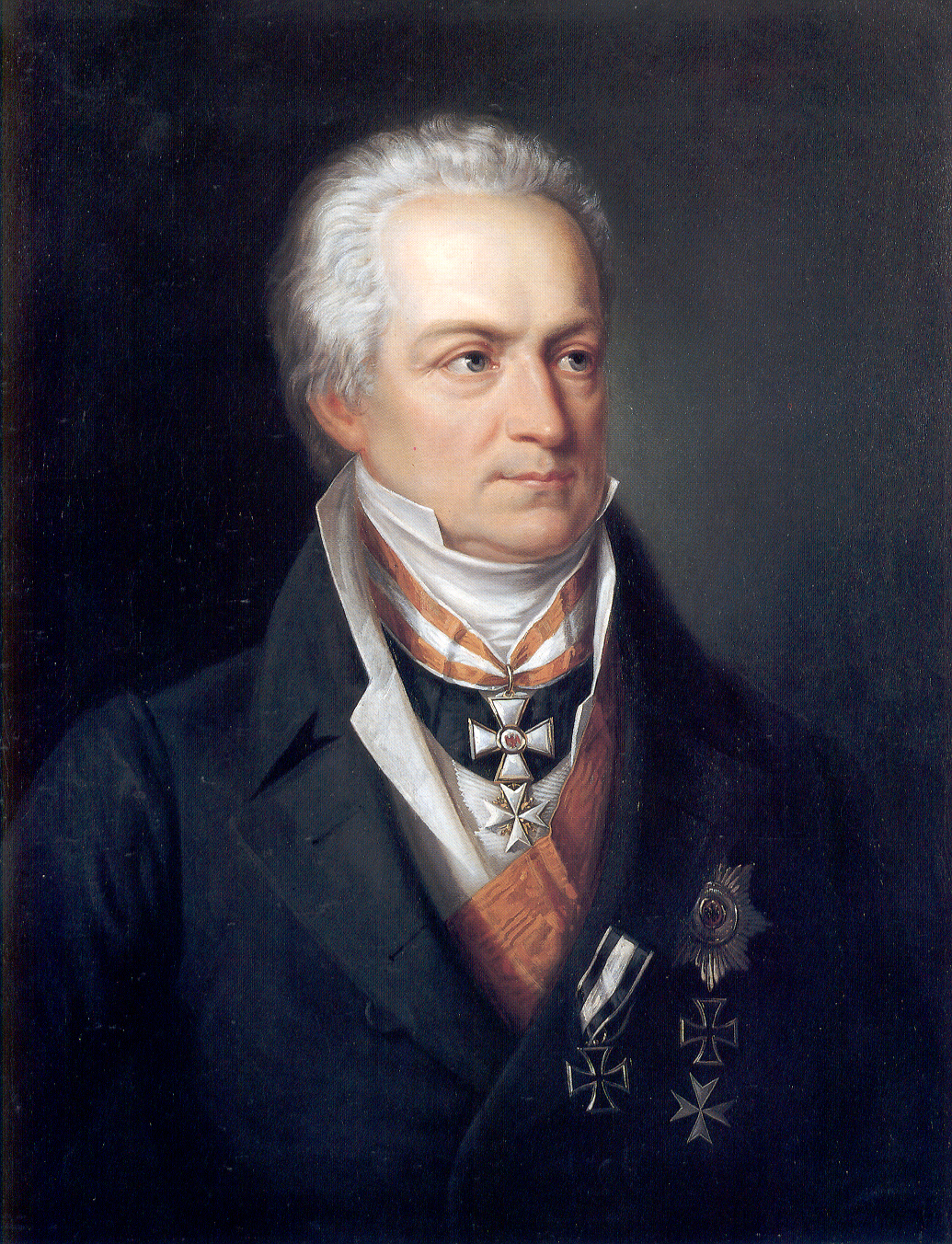
Karl August von Hardenberg

O Movimento de Reforma Prussiana foi uma série de reformas constitucionais, administrativas, sociais, militares e económicas no início da Prússia do século XIX. Elas são às vezes conhecidas como Reformas Stein-Hardenberg, por Karl Freiherr vom Stein e Karl August von Hardenberg, seus principais iniciadores. Historiadores alemães, como Heinrich von Treitschke, viram as reformas como os primeiros passos para a unificação da Alemanha e a fundação do Império Alemão antes da Primeira Guerra Mundial . 
As reformas foram uma reação à derrota dos prussianos por Napoleão I na batalha de Jena-Auerstedt em 1806, levando ao segundo Tratado de Tilsit, no qual a Prússia perdeu cerca de metade do seu território e foi forçada a fazer pagamentos massivos de tributos aos Primeiro Império Francês . 
Para voltar a ser uma grande potência, iniciou reformas a partir de 1807, baseadas nas ideias iluministas e em linha com reformas em outras nações europeias. Eles levaram à reorganização do governo e da administração da Prússia e a mudanças nas regulamentações do comércio agrícola, incluindo a abolição da servidão e a permissão dos camponeses se tornarem proprietários de terras. Na indústria, as reformas visavam encorajar a concorrência através da supressão do monopólio das corporações . A administração foi descentralizada e o poder da nobreza prussiana reduzido. Houve também reformas militares paralelas lideradas por Gerhard von Scharnhorst, August Neidhardt von Gneisenau e Hermann von Boyen, e reformas educacionais lideradas por Wilhelm von Humboldt . Gneisenau deixou claro que todas estas reformas faziam parte de um único programa quando afirmou que a Prússia tinha de assentar as suas bases na "primazia de três faces das armas, do conhecimento e da constituição". 
É mais difícil determinar quando terminaram as reformas – nos domínios da constituição e da política interna em particular, o ano de 1819 marcou um ponto de viragem, com as tendências da Restauração a ganharem vantagem sobre as constitucionais. Embora as reformas tenham indubitavelmente modernizado a Prússia, os seus sucessos foram mistos, com resultados que foram contra os desejos originais dos reformadores. As reformas agrícolas libertaram alguns camponeses, mas a liberalização da propriedade fundiária condenou muitos deles à pobreza. A nobreza prussiana viu os seus privilégios reduzidos, mas a sua posição global reforçada.

## Razões, objetivos e princípios

### Prússia em 1807

#### A posição da Prússia na Europa

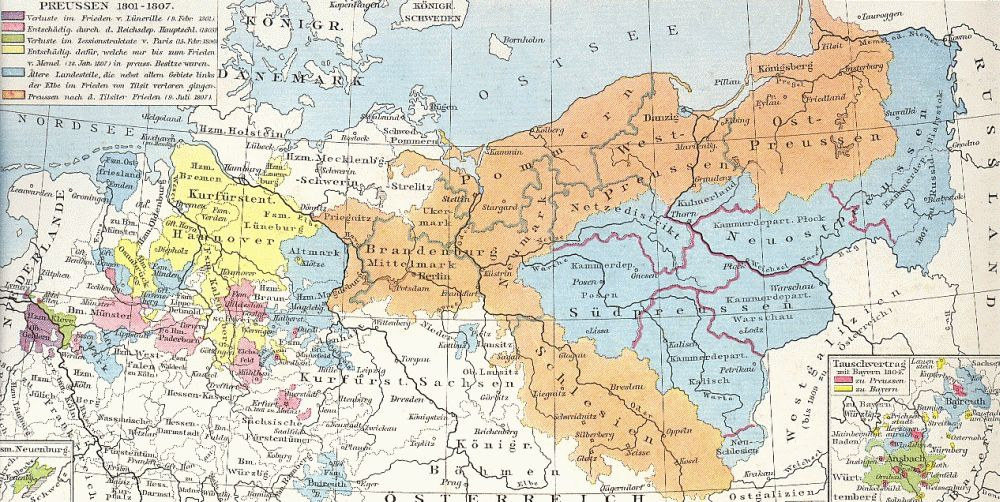
Mapa mostrando o território prussiano depois de Tilsit (em laranja)

Em 1803, a Mediatização Alemã mudou profundamente o mapa político e administrativo da Alemanha. Favorável aos estados intermediários e à Prússia, a reorganização reforçou a influência francesa. Em 1805, a Terceira Coligação foi formada na esperança de impedir o avanço do do mínio francês na Europa e como um tentativa final de restaurar a Monarquia dos Bourbon, mas os exércitos da coligação foram derrotados em Austerlitz em Dezembro de 1805, destruindo de vez os esforços das potencias reacionárias e deixando a França como potencia hegemônica na Europa. Triunfante, Napoleão I continuou a trabalhar para o desmantelamento do Sacro Império Romano- Germânico. Em 12 de julho de 1806, ele separou 16 estados alemães para formar a Confederação do Reno sob influência francesa. Em 6 de agosto do mesmo ano, Francisco I da Áustria foi forçado a renunciar ao título de imperador e dissolver o Império.
A influência francesa atingiu a fronteira prussiana quando Frederico Guilherme III da Prússia percebeu a situação. Encorajada pelo Reino Unido, a Prússia rompeu a sua neutralidade (em vigor desde 1795), repudiou a Paz de Basileia de 1795, juntou-se à Quarta Coligação e entrou na guerra contra a França.  A Prússia mobilizou as suas tropas em 9 de agosto de 1806, mas dois meses depois foi derrotada em Jena-Auerstedt . A Prússia estava à beira do colapso e, três dias após a derrota, Frederico Guilherme III emitiu cartazes apelando aos habitantes de Berlim para que permanecessem calmos.  Dez dias depois, Napoleão entrou em Berlim.
A guerra terminou em 7 de julho de 1807 com o primeiro Tratado de Tilsit entre Napoleão e Alexandre I da Rússia . Dois dias depois, Napoleão assinou um segundo Tratado de Tilsit com a Prússia, removendo metade do seu território  e forçando o rei da Prússia a reconhecer Jérôme Bonaparte como soberano do recém-criado Reino da Vestfália, ao qual Napoleão anexou os territórios prussianos a oeste do rio . Elba .  A Prússia tinha nove milhões de habitantes em 1805,  dos quais perdeu 4,55 milhões no tratado.  Também foi forçado a pagar 120 milhões de francos à França em indenizações de guerra  e a financiar uma força de ocupação francesa de 150.000 soldados.  O Exército Frances estava cada vez mais forte em suas vitórias com a ampliação de suas forças através do recrutamento de cidadãos da nação e da oucpação da Península Itálica, territórios alemães, Polônia, que tambem passaram a fornecer soldados para Napoleão. Isso ameaçou a posição estratégica e até mesmo a soberania da Prússia, que precisava criar um exército com  números e eficiência similares aos da França.  

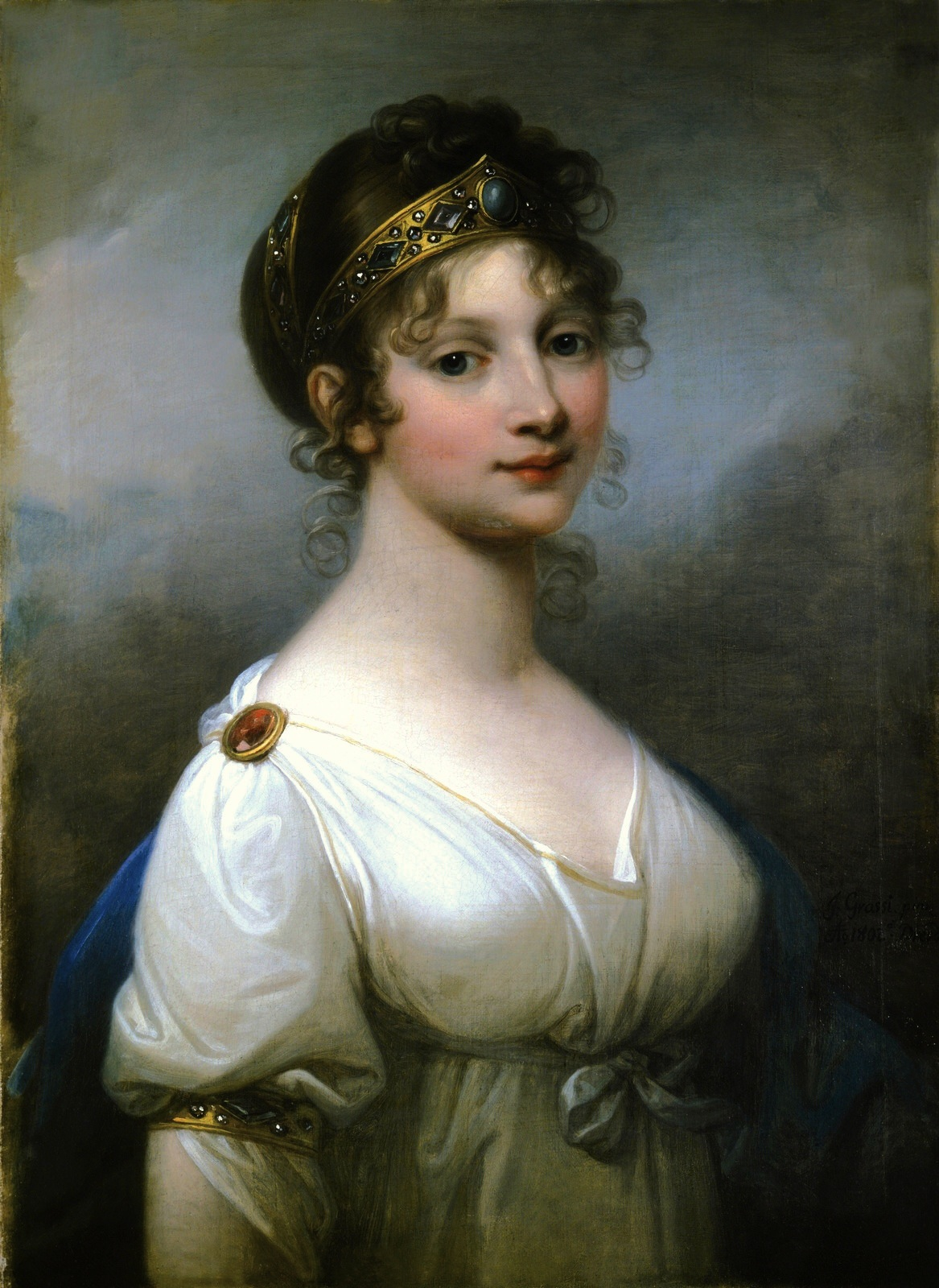
Rainha Luísa da Prússia

A guerra da Prússia contra Napoleão revelou as lacunas na sua organização estatal. Após a série de derrotas em dezembro de 1806, Frederico Guilherme III fugiu dos exércitos franceses e chegou a Ortelsburg, uma pequena cidade na Prússia Oriental. Em 12 de dezembro, ele redigiu a Declaração de Ortelsburg. Além de expressar sua raiva por uma cadeia de capitulações e exigir punição impiedosa para aqueles desertores, ele também anunciou uma medida revolucionária segundo a qual qualquer combatente poderia ser promovido ao corpo de oficiais, independentemente de sua classe, fosse ele um soldado raso, suboficial ou príncipe.  Pró-guerra e forte crítico das políticas de seu soberano, Stein foi demitido em janeiro de 1807, após a derrota para a França. No entanto, Frederico Guilherme III viu que o estado prussiano e a sociedade prussiana só poderiam sobreviver se começassem a reformar.  Após o tratado de Tislsit, ele chamou Stein de volta como ministro em 10 de julho de 1807, com o apoio de Hardenberg e Napoleão, este último viu em Stein um apoiador da França.  A Rainha Luísa de Mecklenburg-Strelitz também apoiou a renomeação de Stein  – na verdade, ela era mais a favor da reforma do que o seu marido e foi a sua principal iniciadora. Ajudada por Stein, Hardenberg e outros, ela convenceu o marido a mobilizar-se em 1806 e em 1807 chegou a reunir-se com Napoleão para exigir que ele revisse as duras condições impostas no tratado. 

## Sociedade e política

### Reformas agrícolas
A libertação dos camponeses marcou o início das reformas prussianas. A modernização do reino começou pela modernização da sua base, ou seja, dos seus camponeses e da sua agricultura. No início do século XIX, 80% da população alemã vivia no campo.  O édito de 9 de outubro de 1807, uma das reformas centrais, libertou os camponeses e foi assinado apenas cinco dias após a nomeação de Stein, por sugestão de von Schön. O edital de outubro deu início ao processo de abolição da servidão e de seu caráter hereditário. Os primeiros camponeses a serem libertados foram aqueles que trabalhavam nos domínios do Reichsritter e, o mais tardar, em 11 de novembro de 1810, todos os servos prussianos foram declarados livres: 

## Outras áreas

#### Serviço militar
As experiências de 1806 mostraram que a antiga organização do exército prussiano já não era páreo para o poderio do exército francês.  O corpo de oficiais também foi reformado e a maioria dos oficiais foi demitida.  O privilégio da nobreza foi abolido e a carreira de oficial foi aberta aos burgueses. Os aristocratas não gostaram disso e protestaram, como aconteceu com Ludwig Yorck von Wartenburg . Na prática, foi implementado um sistema de cooptação de oficiais que geralmente favorecia a nobreza, mesmo que permanecesse alguma influência burguesa (embora menor). A partir do regimento de caçadores em campanha, foram criadas unidades de caçadores e de proteção.  Foi Yorck von Wartenburg quem se ocupou de seu treinamento a partir de junho de 1808.  No corpo de oficiais, agora eram os termos de serviço e não o número de anos servidos que determinavam a promoção. A Academia Prussiana de Guerra também proporcionou melhor treinamento de oficiais do que antes – dissolvida após a derrota em Jena, foi fundada novamente em 1810 por Scharnhorst. 
Começando em 1813-1814  com as tropas de infantaria de linha, também vemos  o Landwehr,  que serviu como tropas de reserva para defender a própria Prússia. Era independente na organização e tinha unidades e oficiais próprios. Nos Kreise (distritos), as comissões organizaram tropas nas quais os burgueses poderiam tornar-se oficiais. A ideia dos reformadores de unificar o povo e o exército parece ter tido sucesso.  Destacamentos de caçadores voluntários ( freiwillige Jägerdetachements ) também foram formados como reforços. 

## Referencias
1. ↑  Dwyer 2014, p. 255.
2. 1 2  Cited after (Nipperdey 1998)
3. 1 2  (Rovan 1999)
4. 1 2  (Nordbruch 1996)
5. ↑  (Knopper & Mondot 2008)
6. 1 2  (Demel & Puschner 1995)
7. ↑  (Pölitz 1830)
8. 1 2  (Büsch 1992)
9. ↑  Clark, Christopher (2006). Iron Kingdom: The Rise and Downfall of Prussia, 1600-1947. Cambridge, MA: Belknap Press. pp. 312–313] Verifique o valor de |url-access=registration (ajuda)
10. ↑  (Wehler 1987)
11. ↑  (Botzenhart 1985)
12. ↑  (Botzenhart 1985)
13. ↑  (Rovan 1999)
14. ↑  (Rovan 1999)
15. ↑  (Gumtau 1837)
16. 1 2  (Neugebauer & Busch 2006)
17. ↑  (Millotat 2000)
18. ↑  (Braeuner 1863)
19. ↑  (Nipperdey 1998)

## Ver Tambem
- Guerras Napoleônicas
- Unificação da Alemanha
- Reino da Prússia
- Frederico o Grande
- Despotismo Esclarecido